# 사이토 교코
사이토 교코(일본어: 齊藤 京子, 1997년 9월 5일 ~)는 일본의 여성 아이돌이자 , 패션 모델이다. 현재 여성 아이돌 그룹인 히나타자카46  멤버이며, ar의 정규 모델로 활동 중이다.